# Vòng loại giải bóng đá trong nhà vô địch quốc gia 2018
Vòng loại giải bóng đá trong nhà vô địch quốc gia 2018 (hay còn gọi là Vòng loại Giải Futsal Vô địch Quốc gia HDBank 2018) là bao gồm các trận đấu vòng loại bóng đá trong nhà của mùa Giải bóng đá trong nhà vô địch quốc gia 2018. Ở vòng loại, có 6 đội bóng tham dự nhưng chỉ chọn ra 4 đội có thành tích thi đấu tốt nhất để tiến đến Giai đoạn 2 (Vòng chung kết) của mùa giải 2018. Nhà tài trợ cho giải đấu mùa này đó là HD Bank.

## Thông tin giải đấu
Ngày 19 tháng 4 năm 2018, tại Thành phố Hồ Chí Minh, Ban tổ chức giải futsal HDBank vô địch Quốc gia 2018 đã tổ chức buổi họp báo, giới thiệu về giải. Năm nay, giải góp mặt thêm 1 thành viên mới là Vietfootball.
Nét mới của  giải năm nay là Ban tổ chức còn tổ chức thêm giải futsal HDBank sinh viên đồng hành dành cho sinh viên các trường đại học, cao đẳng tại Đà Nẵng và Thành phố Hồ Chí Minh. Đây cũng được coi là cơ hội để các nhà chuyên môn phát hiện những tài năng cho futsal Việt Nam. Để thu hút khán giả đến sân, các trận đấu sẽ được mở cửa tự do. Ngoài ra, khán giả đến xem các trận đấu còn có cơ hội bốc thăm trúng thưởng các giải thưởng có giá trị. 
Nhà tài trợ chính cho giải futsal HDBank vô địch Quốc gia 2018 đó là Ngân hàng HDBank còn Liên đoàn bóng đá Việt Nam và VOV là đơn vị tổ chức giải. Trong khi đó, VTC là đơn vị truyền hình.

## Các đội Futsal tham dự
Có 12 đội futsal (Thành tích trong mùa 2017) tham gia giải đấu, bao gồm:
- Đội bóng lần đầu tiên tham dự: Vietfootball
- 11 đội bóng mùa trước: Thái Sơn Nam (Vô địch), Sanna Khánh Hòa (Hạng tư), Sanatech Khánh Hòa (Á quân), Tân Hiệp Hưng (Hạng 8), Cao Bằng FC (Hạng 7), Thái Sơn Bắc (Hạng 6), Sanest Tourist Khánh Hòa (Hạng 10), Kim Toàn Đà Nẵng (Vòng loại), Sài Gòn FC (Hạng 5), Hoàng Thư Đà Nẵng (Hạng 9), HPN Phú Nhuận (Hạng 3).[3]

## Địa điểm thi đấu
- Cung thể thao Tiên Sơn, quận Hải Châu, thành phố Đà Nẵng.[4]

| Việt Nam                                                                                  | Việt Nam |
| ----------------------------------------------------------------------------------------- | -------- |
| Cung thể thao · Tiên SơnVòng loại giải bóng đá trong nhà vô địch quốc gia 2018 (Việt Nam) |          |
| Cung thể thao Tiên Sơn                                                                    |          |

## Thể thức thi đấu
Giải Futsal Vô địch Quốc gia HDBank 2018 chia làm hai giai đoạn:
- Giai đoạn I (Vòng loại): Gồm 06 đội, trong đó có 05 đội tham dự giải Futsal Vô địch Quốc gia 2017: Cao Bằng, Tân Hiệp Hưng, Hoàng Thư Đà Nẵng, Sanest Tourist Khánh Hoà, Kim Toàn Đà Nẵng và 01 đội lần đầu tham dự: VietFootball. Thể thức thi đấu ở vòng loại đó là 6 đội thi đấu vòng tròn một lượt để tính điểm, xếp hạng. Chọn 04 đội có thứ hạng cao nhất tham dự Giai đoạn II của giải.
- Giai đoạn II (Vòng chung kết): Gồm 10 đội, trong đó có 06 đội có thứ hạng từ 1 đến 6 tại giải Futsal Vô địch Quốc gia 2017: Thái Sơn Nam, Sanatech Khánh Hòa, HPN Phú Nhuận, Sanna Khánh Hòa, Sài Gòn FC, Thái Sơn Bắc và 04 đội vượt qua Vòng loại. Thể thức thi đấu ở vòng chung kết sẽ là 10 đội sẽ thi đấu vòng tròn hai lượt (lượt đi - lượt về) để tính điểm, xếp hạng chung cuộc. Các đội xếp từ thứ 1 đến thứ 6 sẽ được đặc cách tham dự Giai đoạn II giải Futsal Vô địch Quốc gia năm 2019, các đội khác sẽ phải tham dự vòng loại. Các đội xếp thừ thứ 1 đến thứ 5 sẽ được đặc cách tham dự Giai đoạn II giải Futsal Cúp Quốc gia HDBank 2018. Đội Vô địch giải Futsal Vô địch Quốc gia sẽ đại diện Việt Nam tham dự giải Futsal Vô địch các CLB châu Á; đội xếp thứ Nhì sẽ tham dự giải Vô địch các CLB Futsal Đông Nam Á, với các điều kiện đội bóng/CLB đáp ứng đầy đủ về tài chính và các tiêu chí, quy định của Liên đoàn bóng đá châu Á (AFC) hoặc Liên đoàn bóng đá Đông Nam Á (AFF). Trong trường hợp CLB/ đội bóng không đáp ứng được tiêu chí, quy định và tài chính thì Liên đoàn bóng đá Việt Nam sẽ xem xét và quyết định đội có thứ hạng kế tiếp tham dự giải AFC hoặc AFF.[5]

### Cách tính điểm, xếp hạng
Cách tính điểm như sau: Đội thắng được 3 điểm, Đội hòa được 1 điểm còn Đội thua không được điểm. Tính tổng số điểm của các Đội đạt được để xếp thứ hạng. Nếu có từ hai Đội trở lên bằng điểm nhau, thứ hạng các Đội sẽ được xác định như sau: trước hết sẽ tính kết quả của các trận đấu giữa các Đội đó với nhau (đối đầu trực tiếp) theo thứ tự: 
- Tổng số điểm.
- Hiệu số của tổng số bàn thắng trừ tổng số bàn thua.
- Tổng số bàn thắng.

Đội nào có chỉ số cao hơn sẽ xếp trên.
Trường hợp vẫn còn hai hay nhiều đội có thứ hạng bằng nhau thì sẽ tiếp tục tính kết quả của các trận đấu giữa các đội đó với nhau (đối đầu trực tiếp) theo thứ tự như trên. Cách tính này được áp dụng cho đến khi đã xác định được thứ hạng của từng đội hoặc còn lại các đội có tất cả các chỉ số đối đầu trực tiếp bằng nhau. 
Trường hợp các chỉ số trên bằng nhau, Ban tổ chức sẽ tiếp tục xét các chỉ số của tất cả các trận đấu trong giải theo thứ tự:
- Hiệu số của tổng số bàn thắng trừ tổng số bàn thua.
- Tổng số bàn thắng.

Đội nào có chỉ số cao hơn sẽ xếp trên.
Nếu các chỉ số vẫn bằng nhau, Ban tổ chức sẽ tổ chức bốc thăm để xác định thứ hạng của các Đội (trong trường hợp chỉ có hai đội có các chỉ số trên bằng nhau và còn thi đấu trên sân thì sẽ tiếp tục thi đá luân lưu 6m để xác định đội xếp trên). Trong trường hợp việc xác định thứ hạng của các đội bằng điểm nhau có ý nghĩa quyết định đến vị trí xếp thứ nhất, nhì, Ban tổ chức có thể tổ chức thêm trận đấu loại trực tiếp (Play off) giữa các đội để xác định thứ hạng, thời gian và địa điểm tổ chức trận đấu do Ban tổ chức giải quyết định.
Tại các trận thi đấu loại trực tiếp, nếu sau hai hiệp thi đấu chính thức có tỷ số hoà thì sẽ thi đá luân lưu 6m để xác định đội thắng.

## Vòng loại
Tất cả các trận đấu được tổ chức tại Nhà thi đấu Cung thể thao Tiên Sơn, Thành phố Đà Nẵng từ ngày 1 tháng 5 đến ngày 9 tháng 5 năm 2018.

### Bảng xếp hạng
| VT | Đội                      | ST | T | H | B | BT | BB | HS  | Đ  | Thăng hạng hoặc xuống hạng |
| -- | ------------------------ | -- | - | - | - | -- | -- | --- | -- | -------------------------- |
| 1  | Cao Bằng                 | 5  | 4 | 1 | 0 | 25 | 7  | +18 | 13 | Lọt vào Vòng chung kết     |
| 2  | Tân Hiệp Hưng            | 5  | 4 | 0 | 1 | 19 | 9  | +10 | 12 | Lọt vào Vòng chung kết     |
| 3  | Hoàng Thư Đà Nẵng        | 5  | 2 | 1 | 2 | 22 | 18 | +4  | 7  | Lọt vào Vòng chung kết     |
| 4  | Kim Toàn Đà Nẵng         | 5  | 2 | 1 | 2 | 9  | 9  | 0   | 7  | Lọt vào Vòng chung kết     |
| 5  | Sanest Tourist Khánh Hòa | 5  | 1 | 1 | 3 | 9  | 9  | 0   | 4  | Không vượt qua Vòng loại   |
| 6  | VFB                      | 5  | 0 | 0 | 5 | 3  | 35 | −32 | 0  | Không vượt qua Vòng loại   |

### Kết quả chi tiết

#### Vòng 1
| Tân Hiệp Hưng | 9–1              | Vietfootball         |
| --- | ---------------- | -------------------- |
| Lý Đăng Hưng 3', 18' · Trịnh Quang Vinh 11' · Trần Văn Trung 13' · Phan Trần Nhật Nam 16', 17', 31' · Đặng Anh Tài 21' · Nguyễn Công Hải 38' | Youtube Chi tiết | Nguyễn Minh Tiền 32' |

| Hoàng Thư Đà Nẵng          | 3–3              | Kim Toàn Đà Nẵng                             |
| -------------------------- | ---------------- | -------------------------------------------- |
| Ngô Vũ Thắng 22', 23', 33' | Youtube Chi tiết | Phạm Quốc Huy 8' · Đỗ Viết Hòa Hiệp 26', 28' |

| Sanest Tourist Khánh Hòa | 1–1              | Cao Bằng          |
| ------------------------ | ---------------- | ----------------- |
| Trần Văn Hải 7'          | Youtube Chi tiết | Phạm Tấn Phát 17' |

#### Vòng 2
| Cao Bằng | 8–3              | Hoàng Thư Đà Nẵng                                              |
| --- | ---------------- | -------------------------------------------------------------- |
| Châu Đoàn Phát 2', 30' · Nguyễn Văn Tiến 12' · Nhâm Mạnh Dũng 14' · Dương Ngọc Linh 17' · N Ze Z'Dam 19' · Vũ Ngọc Lân 27' (34) | Youtube Chi tiết | Đoàn Triệu Vỹ 10' · Nguyễn Anh Duy 37' (ph.l.n) · Vũ Thắng 39' |

| Kim Toàn Đà Nẵng  | 1–2              | Tân Hiệp Hưng                       |
| ----------------- | ---------------- | ----------------------------------- |
| Lê Quý Long Vỹ 3' | Youtube Chi tiết | Đặng Anh Tài 1' · Tôn Thất Dinh 36' |

| Vietfootball | 1–5              | Sanest Tourist Khánh Hòa                                                          |
| ------------ | ---------------- | --------------------------------------------------------------------------------- |
| Hồ Văn Ở 7'  | Youtube Chi tiết | Trần Ngọc Quang 5', 35' · Đỗ Anh Tuấn 12' · Lê Ngọc Tài 15' · Nghiêm Gia Hiền 34' |

#### Vòng 3
| Kim Toàn Đà Nẵng   | 1–2              | Cao Bằng                              |
| ------------------ | ---------------- | ------------------------------------- |
| Lê Quý Long Vỹ 17' | Youtube Chi tiết | Nguyễn Anh Duy 6' · Phạm Tấn Phát 27' |

| Hoàng Thư Đà Nẵng | 8–0              | Vietfootball |
| --- | ---------------- | ------------ |
| Đắc Vũ 12' · Lê Văn Trung 12' · Đoàn Triệu Vỹ 14', 40' · Phan Ngọc Thịnh 22' · Ngô Vũ Thắng 25', 36' · Bùi Văn Hiếu 29' | Youtube Chi tiết |              |

| Sanest Tourist Khánh Hòa | 0–1              | Tân Hiệp Hưng    |
| ------------------------ | ---------------- | ---------------- |
|                          | Youtube Chi tiết | Lý Đăng Hưng 30' |

#### Vòng 4
| Tân Hiệp Hưng                                        | 2–3              | Cao Bằng                                             |
| ---------------------------------------------------- | ---------------- | ---------------------------------------------------- |
| Đặng Anh Tài 23' · Trần Văn Trung 35' (Sút luân lưu) | Youtube Chi tiết | Phan Thành Nguyện 10', 22' · Nguyễn Văn Quốc Huy 31' |

| Sanest Tourist Khánh Hòa             | 2–4              | Hoàng Thư Đà Nẵng                                             |
| ------------------------------------ | ---------------- | ------------------------------------------------------------- |
| Đỗ Anh Tuấn 3' · Nghiêm Gia Hiền 20' | Youtube Chi tiết | Phan Ngọc Thịnh 9' · Bùi Văn Hiếu 25' · Ngô Vũ Thắng 38', 40' |

| Vietfootball | 1–2              | Kim Toàn Đà Nẵng                            |
| ------------ | ---------------- | ------------------------------------------- |
| Z.R.Khôn 30' | Youtube Chi tiết | Nguyễn Văn Vũ 31' · Phan Hoàng Triệu Vỹ 40' |

#### Vòng 5
| Kim Toàn Đà Nẵng    | 2–1              | Sanest Tourist Khánh Hòa |
| ------------------- | ---------------- | ------------------------ |
| Lê Hùng Đô 33', 36' | Youtube Chi tiết | Nghiêm Gia Hiền 30'      |

| Cao Bằng | 11–0             | Vietfootball |
| --- | ---------------- | ------------ |
| Nguyễn Mạnh Dũng 3' · Châu Đoàn Phát 12' · Dương Ngọc Linh 14' · Nguyễn Tuấn Thành 16', 24', 25', 36' · Chu Văn Tiến 29' · Lưu Nhất Tiến 32' · N Ze Z'Dam 33' · Vũ Ngọc Lân 38' | Youtube Chi tiết |              |

| Tân Hiệp Hưng                                                                              | 5–4              | Hoàng Thư Đà Nẵng                                                         |
| ------------------------------------------------------------------------------------------ | ---------------- | ------------------------------------------------------------------------- |
| Nguyễn Công Hải 7' · Trịnh Quang Vinh 9' · Trần Nhật Trung 12' · Nguyễn Quang Huy 23', 25' | Youtube Chi tiết | Ngô Vũ Thắng 5' · Bùi Văn Hiếu 13' · Đoàn Triệu Vỹ 20' · Bùi Văn Hiếu 24' |

## Cầu thủ ghi bàn (Giai đoạn I)
Tính đến ngày 9 tháng 5 năm 2018
9 bàn
- Hoàng Thư Đà Nẵng Ngô Vũ Thắng

4 bàn
- Cao Bằng Nguyễn Tuấn Thành
- Hoàng Thư Đà Nẵng Nguyễn Văn Hiếu
- Hoàng Thư Đà Nẵng Đoàn Triệu Vỹ

3 bàn
- Tân Hiệp Hưng Phan Trần Nhật Nam
- Tân Hiệp Hưng Lý Đăng Hưng
- Tân Hiệp Hưng Đặng Anh Tài
- Sanest Tourist Khánh Hòa Nghiêm Gia Hiền
- Cao Bằng Châu Đoàn Phát

2 bàn
- Tân Hiệp Hưng Trần Văn Trung
- Tân Hiệp Hưng Nguyễn Công Hải
- Tân Hiệp Hưng Trịnh Quang Vinh
- Tân Hiệp Hưng Nguyễn Quang Huy
- Kim Toàn Đà Nẵng Đỗ Viết Hòa Hiệp
- Kim Toàn Đà Nẵng Lê Quý Long Vỹ
- Kim Toàn Đà Nẵng Lê Hùng Đô
- Cao Bằng Phạm Tấn Phát
- Cao Bằng Phan Thành Nguyện
- Cao Bằng Nguyễn Mạnh Dũng
- Cao Bằng Dương Ngọc Linh
- Cao Bằng Chu Văn Tiến
- Cao Bằng Yzen Nie KDăm
- Cao Bằng Vũ Ngọc Lân
- Sanest Tourist Khánh Hòa Trần Ngọc Quang
- Sanest Tourist Khánh Hòa Đỗ Anh Tuấn
- Hoàng Thư Đà Nẵng Phan Ngọc Thịnh

1 bàn
- Kim Toàn Đà Nẵng Phạm Quốc Huy
- Kim Toàn Đà Nẵng Nguyễn Văn Vũ
- Kim Toàn Đà Nẵng Phan Hoàng Triệu Vỹ
- Vietfootball Nguyễn Minh Tiền
- Vietfootball Hồ Văn Ở
- Vietfootball Z.R.Khôn
- Sanest Tourist Khánh Hòa Trần Văn Hải
- Sanest Tourist Khánh Hòa Lê Ngọc Tài
- Cao Bằng Nguyễn Anh Duy
- Cao Bằng Lưu Nhất Tiến
- Cao Bằng Nguyễn Văn Quốc Huy
- Tân Hiệp Hưng Tôn Thất Dinh
- Tân Hiệp Hưng Trần Nhật Trung
- Hoàng Thư Đà Nẵng Đắc Vũ
- Hoàng Thư Đà Nẵng Lê Văn Trung

1 bàn phản lưới nhà
- Nguyễn Anh Duy của đội Cao Bằng (trong trận gặp Hoàng Thư Đà Nẵng)

lập Hat-trick
- Ngô Vũ Thắng của đội Hoàng Thư Đà Nẵng (trong trận gặp Kim Toàn Đà Nẵng)
- Phan Trần Nhật Nam của đội Tân Hiệp Hưng (trong trận gặp Vietfootball)

lập cú Poker
- Nguyễn Tuấn Thành của đội Cao Bằng (trong trận gặp Vietfootball)